# Олександр Суворов (футболіст)
Олександр Суворов (рум. Alexandru Suvorov, 2 лютого 1987, Кишинів) — молдовський футболіст. В цей час гравець польського клубу «Краковія» та національної збірної Молдови.

## Титули і досягнення
- Чемпіон Молдови (7):

Шериф: 2003, 2004, 2005, 2006, 2007, 2009
«Мілсамі» : 2015
- Володар Кубка Молдови (3):

Шериф: 2006, 2009.
Сфинтул Георге: 2021
- Володар Суперкубка Молдови (5):

Шериф: 2003, 2004, 2005, 2007
Сфинтул Георге: 2021
- Володар Кубка Співдружності (2):

Шериф: 2003, 2009.